# Atakowa
Atakowa is een bestuurslaag in het regentschap Lembata van de provincie Oost-Nusa Tenggara, Indonesië. Atakowa telt 287 inwoners (volkstelling 2010).